# Romulus Antoine Hennon-Dubois
Romulus Antoine Hennon-Dubois, né le 26 mai 1799 à Élincourt-Sainte-Marguerite et mort le 5 août 1849 aux Batignolles, est un peintre et lithographe français.

## Biographie
Romulus Antoine Hennon-Dubois est le fils de Jean Hennon-Dubois, géomètre, et de Catherine Ursule Bouttelet. Son frère ainé Denis François Hennon-Dubois sera également artiste peintre.
Élève de Granger à l'École des Beaux-Arts de Paris, il expose au Salon entre 1833 et 1844,.
Portraitiste et peintre de genre, il obtient une médaille de bronze en 1838 pour son tableau Mort de Jacques d'Armagnac, duc de Nemours (1477),.
Il meurt à l'âge de 50 ans. Il est inhumé le 7 août 1849 au cimetière des Batignolles.

## Œuvres exposées aux Salons parisiens
- Portrait d'homme, no 1228 au Salon de 1833[9]
- Tête d'étude de femme, no 1052 au Salon de 1835[9]

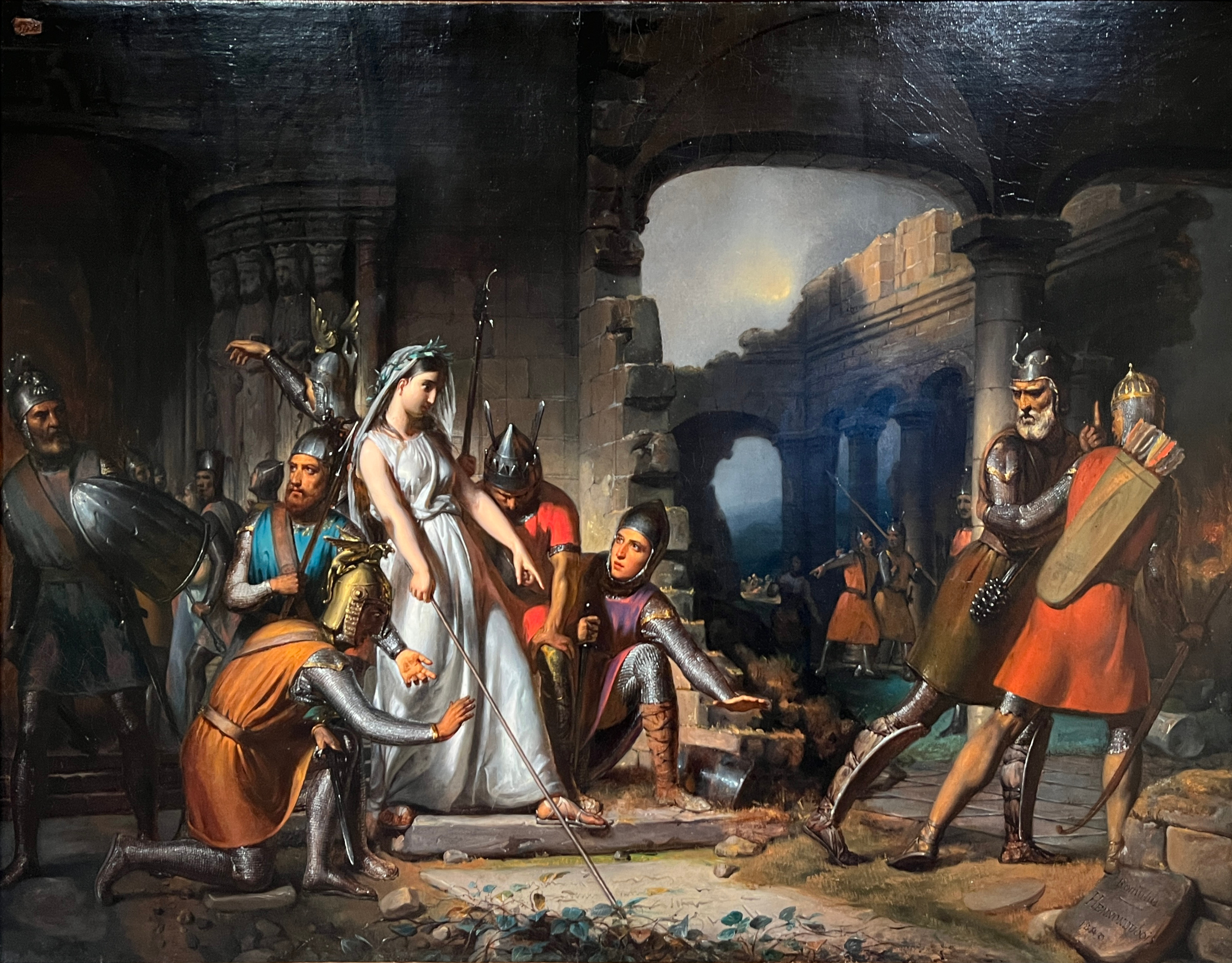
Siège de Paris par les Normands scandinaves en l'an 885, 1841, musée de Brou, Bourg-en-Bresse.

- Portrait de Melle J. Let., no 947 au Salon de 1836[9]
- Portrait de Mme R., no 948 au Salon de 1836[9]
- Portrait de M. J., no 949 au Salon de 1836[9]
- Portrait de Mme. C., no 950 au Salon de 1836[9]
- Plusieurs portraits regroupés sous le no 951 au Salon de 1836
- Mort de Jacques d'Armagnac, duc de Nemours (1477), no 908 au Salon de 1838[9],[10]
- Portrait de M. C. fils, no 909 au Salon de 1838[9]
- Une baigneuse, no 1004 au Salon de 1839[9]
- Portrait d'homme, no 819 au Salon de 1840[9]
- Siège de Paris par les Normands scandinaves en l'an 885, no 973 au Salon de 1841[9],[7],[11]
- Thomas Morus, en prison, no 974 au Salon de 1841[9],[11]
- Brutus au Capitole, no 920 au Salon de 1844[9]